# Antonio Álvarez Giráldez
Antonio Álvarez Giráldez (Marchena, 10 aprile 1955) è un allenatore di calcio, ex calciatore e dirigente sportivo spagnolo, di ruolo difensore.

## Carriera

### Giocatore
Álvarez è un prodotto del sistema prolifico delle giovanili del Siviglia. Ha esordito nella stagione 1975-1976 nel Siviglia, segnando una volta in otto partite.
Nel decennio successivo, è diventato una star indiscussa per il club, giocando in quasi 350 partite ufficiali. Dopo il 1987-1988, sempre con il club della massima serie, a 33 anni Álvarez, essendo apparso in sole 17 partite di campionato, ha scelto di cambiare squadra e ha firmato con il Málaga. All'inizio del 1992, si è trasferito al Granada.
Appese le scarpe al chiodo all'età di 40 anni.

### Allenatore
Dopo il ritiro, Álvarez ha lavorato di nuovo con il Siviglia come assistente di diversi allenatori. Ha fatto parte del personale di Juande Ramos quando il club ha vinto due Coppe UEFA consecutive e una Coppa di Spagna.
Nel marzo del 2010, dopo circa due anni come direttore sportivo dello stesso Siviglia, Álvarez ha sostituito l'ex compagno di squadra Manuel Jiménez Jiménez in seguito al suo licenziamento. Dopo che Luis Aragonés, da poco esonerato dal Beşiktaş, ha rifiutato un'offerta per allenare la squadra, la dirigenza ha lasciato la panchina ad Álvarez. Ha guidato la squadra nelle ultime 10 partite della stagione, vincendone sei, perdendone quattro e centrando il quarto posto che ha valso la qualificazione ai preliminari della UEFA Champions League 2010-2011. Ha inoltre guidato la squadra alla vittoria della Coppa del Re, battendo l'Atlético Madrid in finale.
Nel mese di settembre del 2010 è stato esonerato e sostituito da Gregorio Manzano.

## Statistiche

### Allenatore
Statistiche aggiornate al 20 maggio 2010.
| Stagione        | Squadra         | Campionato      | Campionato | Campionato | Campionato | Campionato | Coppe nazionali | Coppe nazionali | Coppe nazionali | Coppe nazionali | Coppe nazionali | Coppe continentali | Coppe continentali | Coppe continentali | Coppe continentali | Coppe continentali | Altre coppe | Altre coppe | Altre coppe | Altre coppe | Altre coppe | Totale | Totale | Totale | Totale | % Vittorie | Piazz. |
| Stagione        | Squadra         | Comp            | G          | V          | N          | P          | Comp            | G               | V               | N               | P               | Comp               | G                  | V                  | N                  | P                  | Comp        | G           | V           | N           | P           | G      | V      | N      | P      | %          | Piazz. |
| --------------- | --------------- | --------------- | ---------- | ---------- | ---------- | ---------- | --------------- | --------------- | --------------- | --------------- | --------------- | ------------------ | ------------------ | ------------------ | ------------------ | ------------------ | ----------- | ----------- | ----------- | ----------- | ----------- | ------ | ------ | ------ | ------ | ---------- | ------ |
| mar.-giu. 2010  | Siviglia        | PD              | 10         | 6          | 0          | 4          | CR              | 1               | 1               | 0               | 0               | -                  | -                  | -                  | -                  | -                  | -           | -           | -           | -           | -           | 11     | 7      | 0      | 4      | 63,64      | 4º     |
| ago.-set. 2010  | Siviglia        | PD              | 5          | 2          | 2          | 1          | CR              | -               | -               | -               | -               | UCL+UEL            | 2+1                | 0+0                | 0+0                | 2+1                | SS          | 2           | 1           | 0           | 1           | 10     | 3      | 2      | 5      | 30,00      | Eson.  |
| Totale carriera | Totale carriera | Totale carriera | 15         | 8          | 2          | 5          |                 | 1               | 1               | 0               | 0               |                    | 3                  | 0                  | 0                  | 3                  |             | 2           | 1           | 0           | 1           | 21     | 10     | 2      | 9      | 47,62      |        |

## Palmarès

### Allenatore
- Coppa di Spagna: 1

Siviglia: 2009-2010